# Simon Campbell
Simon Fraser Campbell CBE, FRS, FMedSci (27 de março de 1941) é um químico britânico.

## Educação
Campbell obteve um BSc em química na Universidade de Birmingham em 1962, onde também obteve um PhD em 1965.

## Carreira
Foi presidente da Royal Society of Chemistry, de 2004 a 2006.
Foi químico em medicina da Pfizer. Foi professor visitante da Universidade de Leeds, e membro do advisory board da Universidade de Kent e da Universidade de Bristol. Além disso, Campbell trabalhou no Brasil durante a década de 1970, tendo sido professor na Universidade de São Paulo por dois anos.
Foi eleito membro da Royal Society em 1999.